# Tenuipetiolus ruber
Tenuipetiolus ruber är en stekelart som beskrevs av Bugbee 1951. Tenuipetiolus ruber ingår i släktet Tenuipetiolus och familjen kragglanssteklar. Inga underarter finns listade i Catalogue of Life.